# 藤代市之輔
藤代 市之輔（ふじしろ いちのすけ、元治2年1月7日（1865年2月2日） - 大正6年（1917年）3月1日）は、日本の衆議院議員（立憲国民党）。弁護士。

## 経歴
下総国千葉郡検見川村（現在の千葉県千葉市）出身。法律を修め、弁護士を開業。検見川町長、千葉県会議員を務めた。
1908年（明治41年）、第10回衆議院議員総選挙で当選を果たした。